# Марта Бассіно
Марта Бассіно (італ. Marta Bassino) — італійська гірськолижниця, чемпіонка світу та призер чемпіонату  світу.
Бронзову медаль світової першості Бассіно здобула на чемпіонаті 2019 року в змаганнях змішаних команд.
Чемпіонкою світу Бассіно стала в паралельному гігантському слаломі на світовій першості 2021 року в Кортіні-д'Ампеццо.

## Результати чемпіонатів світу
| Рік  | Вік | Слалом | Гігантський слалом | Супергігант | Швидкісний спуск | Комбінація | Командні |
| ---- | --- | ------ | ------------------ | ----------- | ---------------- | ---------- | -------- |
| 2015 | 19  |        | DNF2               |             |                  |            |          |
| 2017 | 21  |        | 11                 |             |                  | 17         |          |
| 2019 | 23  |        |                    |             |                  | 13         | 3        |

## Результати Олімпійських ігор
| Рік  | Вік | Слалом | Гігантський слалом | Супергігант | Швидкісний спуск | Комбінація |
| ---- | --- | ------ | ------------------ | ----------- | ---------------- | ---------- |
| 2018 | 22  | DNF1   | 5                  | —           | —                | 10         |